# Damaeidae
Damaeidae es una familia de ácaros. Las especies de la familia se encuentran en Eurasia y América del Norte. Existen especies relacionadas en Nueva Zelanda y Sudamérica.

## Géneros
- Acanthobelba
- Allobelba
- Belba
- Belbodamaeus
- Damaeus
- Dameobelba
- Epidamaeus
- Hungarobelba
- Hypodamaeus
- Kunstidamaeus
- Metabelba
- Metabelbella
- Mirobelba
- Neobelba
- Nortonbelba
- Parabelbella
- Paradamaeus
- Parametabelba
- Porobelba
- Subbelba
- Spatiodamaeus
- Tectodamaeus
- Weigmannia